# Irlanda en la Copa Mundial de Rugby de 2015
El XV del Trébol fue una de las 20 naciones participantes de la Copa Mundial de Rugby de 2015, que se realizó por segunda vez en Inglaterra (Reino Unido).
Irlanda llegó a su octava participación como bicampeón del Torneo de las Seis Naciones y por lo tanto, siendo la selección más fuerte de Europa y buscando alcanzar las semifinales por vez primera. No obstante, el rendimiento europeo no tuvo comparación con las potencias del hemisferio sur y todas cayeron eliminadas en cuartos.

## Plantel

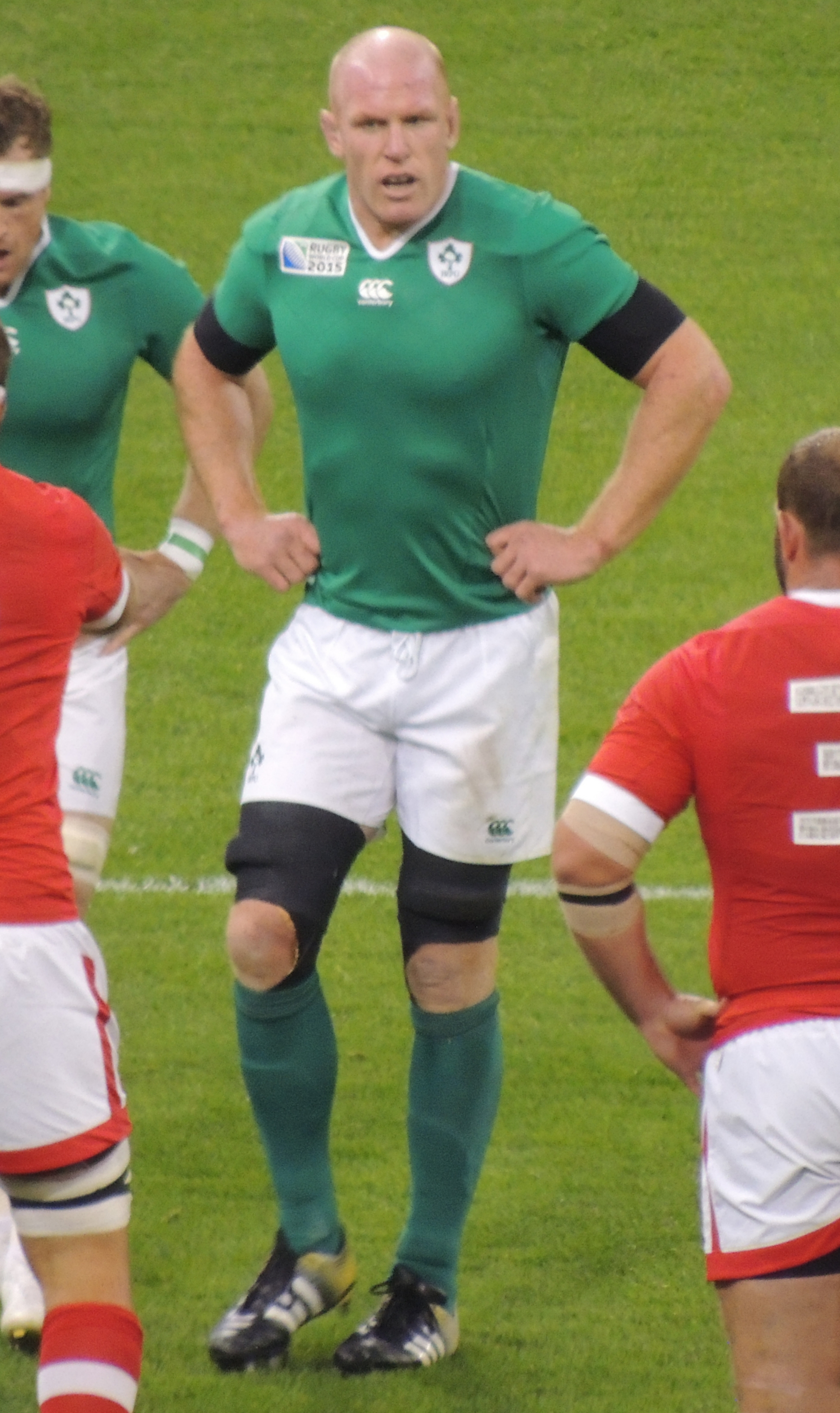
O'Connell fue el capitán, hasta su lesión.

El kiwi Schmidt (50 años) fue el entrenador, tuvo como asistentes a Simon Easterby y el inglés Andy Farrell.
Payne se lesionó frente a Rumania y fue reemplazado por Boss. O'Mahony resultó lesionado ante Les Bleus y fue reemplazado por Ruddock.
El capitán O'Connell se rompió los músculos isquiotibiales contra Francia, fue reemplazado por McCarthy y se nombró nuevo capitán a Heaslip.
Las edades son a la fecha del último partido de Irlanda, 18 de octubre de 2015.
|                         | Jugador         | Edad    | Posición      | Pruebas | Equipo                |
| ----------------------- | --------------- | ------- | ------------- | ------- | --------------------- |
| Hookers y Pilares       |                 |         |               |         |                       |
| 2                       | Rory Best       | 33 años | Hooker        | 85      | Ulster Rugby          |
| Segundas líneas         |                 |         |               |         |                       |
| 5                       | Paul O'Connell  | 35 años | Segunda línea | 104     | Rugby Club Toulonnais |
| Alas y Octavos          |                 |         |               |         |                       |
| 8                       | Jamie Heaslip   | 31 años | Octavo        | 75      | Leinster Rugby        |
| Medios scrum            |                 |         |               |         |                       |
| 9                       | Conor Murray    | 26 años | Medio scrum   | 37      | Munster Rugby         |
| Aperturas y Centros     |                 |         |               |         |                       |
| 13                      | Keith Earls     | 28 años | Centro        | 41      | Munster Rugby         |
| 12                      | Robbie Henshaw  | 22 años | Centro        | 12      | Connacht Rugby        |
| 10                      | Jonathan Sexton | 30 años | Apertura      | 53      | Leinster Rugby        |
| Fullbacks y Wings       |                 |         |               |         |                       |
| 14                      | Tommy Bowe      | 31 años | Wing          | 63      | Ulster Rugby          |
| 11                      | David Kearney   | 26 años | Wing          | 10      | Leinster Rugby        |
| 15                      | Rob Kearney     | 29 años | Fullback      | 63      | Leinster Rugby        |
| Entrenador: Joe Schmidt |                 |         |               |         |                       |

## Participación
Irlanda integró el grupo D junto a los Canucks, Italia, Les Bleus y Rumania.
La última prueba definió la zona ante Francia, del técnico Philippe Saint-André y quien diagramó: Guilhem Guirado, Pascal Papé, el capitán Thierry Dusautoir, Sébastien Tillous-Borde, la estrella Frédéric Michalak y Brice Dulin. Los galos pagaron caro el subestimar a Irlanda, no alineando su equipo más experimentado y cayeron recibiendo dos tries.

### Fase final
Los cuartos los cruzaron ante los Pumas, ofreciendo la cuarta prueba mundialista de la animada rivalidad, del entrenador Daniel Hourcade y formaron: el capitán Agustín Creevy, Tomás Lavanini, el veterano Juan Fernández Lobbe, Martín Landajo, la estrella Juan Martín Hernández y Juan Imhoff.
| 18 de octubre de 2015 | Irlanda                                                                                 | 20 – 43 (10-20) | Argentina | Estadio del Milenio, Cardiff,                             |                                                           |
| 13.00h GMT+1          | Tries Fitzgerald 26' Murphy 44' Conversiones Madigan (2/2) Penales Madigan (2) 20', 53' | Reporte         | Tries 3' Moroni 10', 73' Imhoff 69' Tuculet Conversiones (4/4) Sánchez Penales 13', 22', 51', 64', 77' Sánchez | Asistencia: 72.316 espectadores Árbitro(s): Jérôme Garcès | Asistencia: 72.316 espectadores Árbitro(s): Jérôme Garcès |